# Pączki w Tłuszczu
Pączki w Tłuszczu – polski zespół muzyczny założony w 2011 roku przez aktora Tomasza Karolaka oraz gitarzystę i kompozytora Bartosza Miecznikowskiego.
Pierwszy singiel zespołu, Tylko bądź, ukazał się w 2013 r. jako piosenka do serialu "Rodzinka.pl". Debiutancka płyta, LOVElas, wydana została nakładem wytwórni Magic Records w 2018. W 2020 roku zespół wydał singiel Za nowy lepszy dzień.
W 2013 r. zespół wziął udział w nagraniu składanki Faceci dla dzieci.
Zespół ma na koncie nagrodę Radia Fama – Famkę 2017.
Zespół wystąpił w konkursie premier Festiwalu Opole w 2018 roku z piosenką Kiedy rozum śpi.
Zespół ma również na koncie występ podczas Krajowy Festiwal Piosenki Polskiej w Opolu w 2021 roku w koncercie "Wielkie przeboje małego ekranu" z piosenką "Tak mi zle".